# (5361) Goncharov
(5361) Goncharov ist ein Asteroid des äußeren Hauptgürtels, der von der sowjetischen Astronomin Ljudmila Tschernych am 16. Dezember 1976 am Krim-Observatorium in Nautschnyj (IAU-Code 095) entdeckt wurde. Unbestätigte Sichtungen des Asteroiden hatte es schon am 24. und 25. November 1975 mit der provisorischen Bezeichnung 1975 WC2 am Karl-Schwarzschild-Observatorium im Tautenburger Wald gegeben.
Der Asteroid gehört zur Nocturna-Familien, einer Asteroidenfamilie, die nach (1298) Nocturna benannt ist. Die zeitlosen (nichtoskulierenden) Bahnelemente von (5361) Goncharov sind fast identisch mit denjenigen der beiden kleineren, wenn man von der Absoluten Helligkeit von 16,0 und 15,8 gegenüber 11,6 ausgeht, Asteroiden (245013) 2004 JC108 und (249639) 1999 TU162.
(5361) Goncharov wurde am 24. Januar 2000 nach dem russischen Schriftsteller Iwan Gontscharow benannt, dessen bekanntestes Werk der Roman Oblomow (1859) ist.